# Hideout Festival
Hideout Festival est un festival de musique électronique organisé annuellement à Zrće, sur l'île de Pag, en Croatie.

## Histoire
Le premier festival a lieu en 2011 et figure sur la liste des meilleurs festivals européens de 2011 établie par The Guardian, et depuis lors, il affiche complet chaque année. 
L'événement est divisé entre les fêtes de piscine dans la journée et les spectacles de tête d'affiche le soir, les deux se déroulant dans les lieux en plein air de Zrće, le long de la plage. En 2016, le Hideout Festival est organisé du dimanche 26 juin au jeudi 30 juin. C'était la première année que BBC Radio 1 s'associe à l'événement pour une diffusion de 3 heures depuis une pool party en direct animée par Heidi, Monki et B Traits. En 2017, le Hideout festival a lieu du lundi 26 au vendredi 30 juin 2017. 5 jours et nuits, avec plus de 150 artistes dont MK et Hannah Wants. Il est détenu et géré par Global.
Les précédents invités ont notamment été Seth Troxler, Nina Kraviz, SBTRKT, Ricardo Villalobos, Annie Mac, Skrillex, Four Tet, Andy C, Jamie Jones, DJ EZ, Pendulum, Modeselektor, Disclosure, Rudimental, Solumun, Sasha, Derrick Carter, Gorgon City, Eats Everything, Jamie XX, Hot Since 82 et Hannah Wants. Pour l'édition 2016, Hideout s'élargit pour inclure des artistes de Grime à l'affiche, tels que Skepta, Preditah et Stormzy.